# 扁鼻蝮
扁鼻蝮屬（學名：Eristicophis）是蛇亞目蝰蛇科蝰亞科下的一個單型有毒蛇屬，屬下只有扁鼻蝮（E. macmahonii）一種蛇類，僅分布於伊朗、巴基斯坦及阿富汗邊境的俾路支地區，其種加詞是為了紀念亨利·麥克馬洪。目前未有任何亞種被確認。

## 特徵

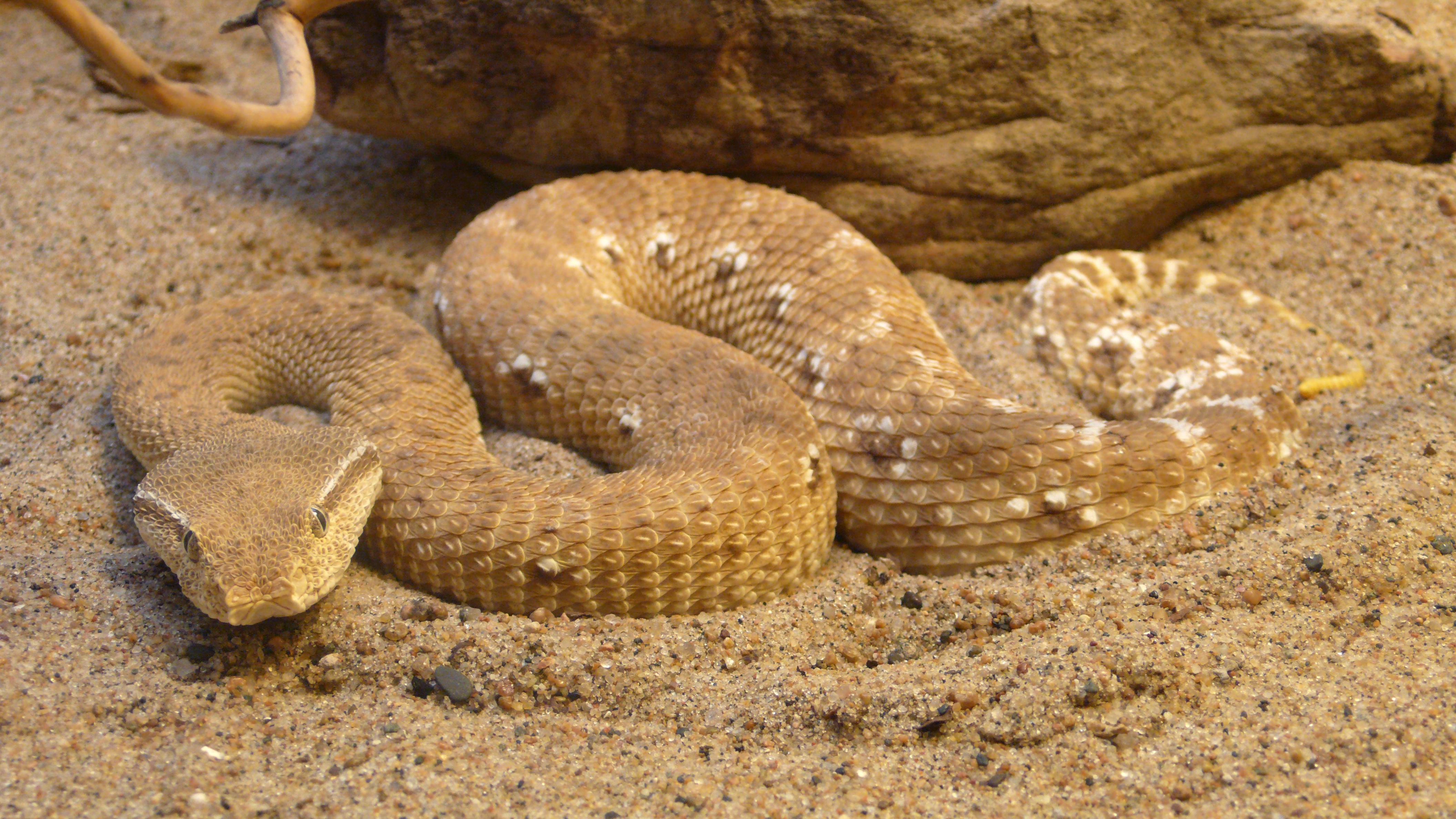
扁鼻蝮

相對其它蝰蛇而言，扁鼻蝮的體型較為細小，其體長僅達1米以下，雄性扁鼻蝮體長普遍為22至40厘米，雌性扁鼻蝮則為28至72厘米。扁鼻蝮頭部寬廣扁平，偏大，形如楔子，與頸部有明顯分野。鼻端圓短，頭額位置遍佈細碎鱗片。鼻間有兩條顯著的小裂縫，吻鱗結構具象徵性，其吻鱗位置寬度較高度為長，從吻鱗向頭頸方向伸延的兩頰，呈明顯的內彎弧線，弧線周邊有四塊較為大塊的鼻眶鱗，形成粗框效果，從正面看其面部輪廓呈現出蝴蝶雙翅般的形狀。扁鼻蝮有14至16片上唇鱗，與眶上鱗間有3至4組小鱗片相間。下唇鱗約有16至19片。眶邊鱗圈約由16至25片鱗片組成。
扁鼻蝮身型從背部向腹部以扁平形態發展，其扁薄的鼻端成為其標誌。尾巴較短，但有抓物能力。扁鼻蝮表皮質感柔軟、鱗片紋理鬆弛，背鱗短碎呈龍骨結構，約有23至29組，直線而有規律地分布。腹鱗兩側鱗片呈突刺狀，為數約140至148片。尾下鱗較為平滑，為數約29至36片。
扁鼻蝮身體以黃色或棕紅色為基調，背部向兩側有規則地佈有20至25處點狀斑紋，斑紋周邊以白色鱗片圍繞，這些斑點是扁鼻蝮鼻端以外的另一特色。從眼睛至嘴角位置有白色的線紋，額上佈滿細碎點紋。扁鼻蝮的吻部、頸喉位置及腹部均呈白色。尾端呈黃色。

## 地理分布
扁鼻蝮主要分布於伊朗、阿富汗及巴基斯坦邊界附近的俾路支地區。標準產地為「Amirchah, 30th March, 3300 feet, Zeh, 1st April, 2500 feet, Drana Koh, 2nd April, Robat I., May, 4300 feet」。根據印度孟買的孟買自然歷史博物館內的相關文獻，則列出扁鼻蝮的標準產地為「俾路支地區西部（W. Baluchistan）。學者史密斯（Smith, 1943）則指扁鼻蝮標準產地為「俾路支地區赫爾曼德河南方的沙漠」。
根據學者馬羅等人（Mallow et al., 2003）所指，扁鼻蝮普遍分布於巴基斯坦、阿富汗、俾路支區東部及西北部、伊朗南部與及印度的塔爾大沙漠。

## 棲息地
扁鼻蝮棲息於沙漠地帶，並多出沒於沙質鬆軟的沙丘間，並只活躍於海拔1300米以下的地方。

## 生態行為
扁鼻蝮多以蜿蜒式及直線式行進，但當遇上地質鬆弛的地形（如沙丘）或處於警戒狀態時，牠們便會運用側行式為移動手段（詳見蛇行）。有時候，扁鼻蝮亦會運用強而有力的尾巴在矮灌木間攀爬。扁鼻蝮多於夜間活動，但亦會於日暮或拂曉的昏暗環境中出沒。扁鼻蝮據稱性情暴躁，常響亮地發出嘶嘶叫聲。遇到外物時容易觸動其戒備心，更會立即昂起前身並施展咬擊。

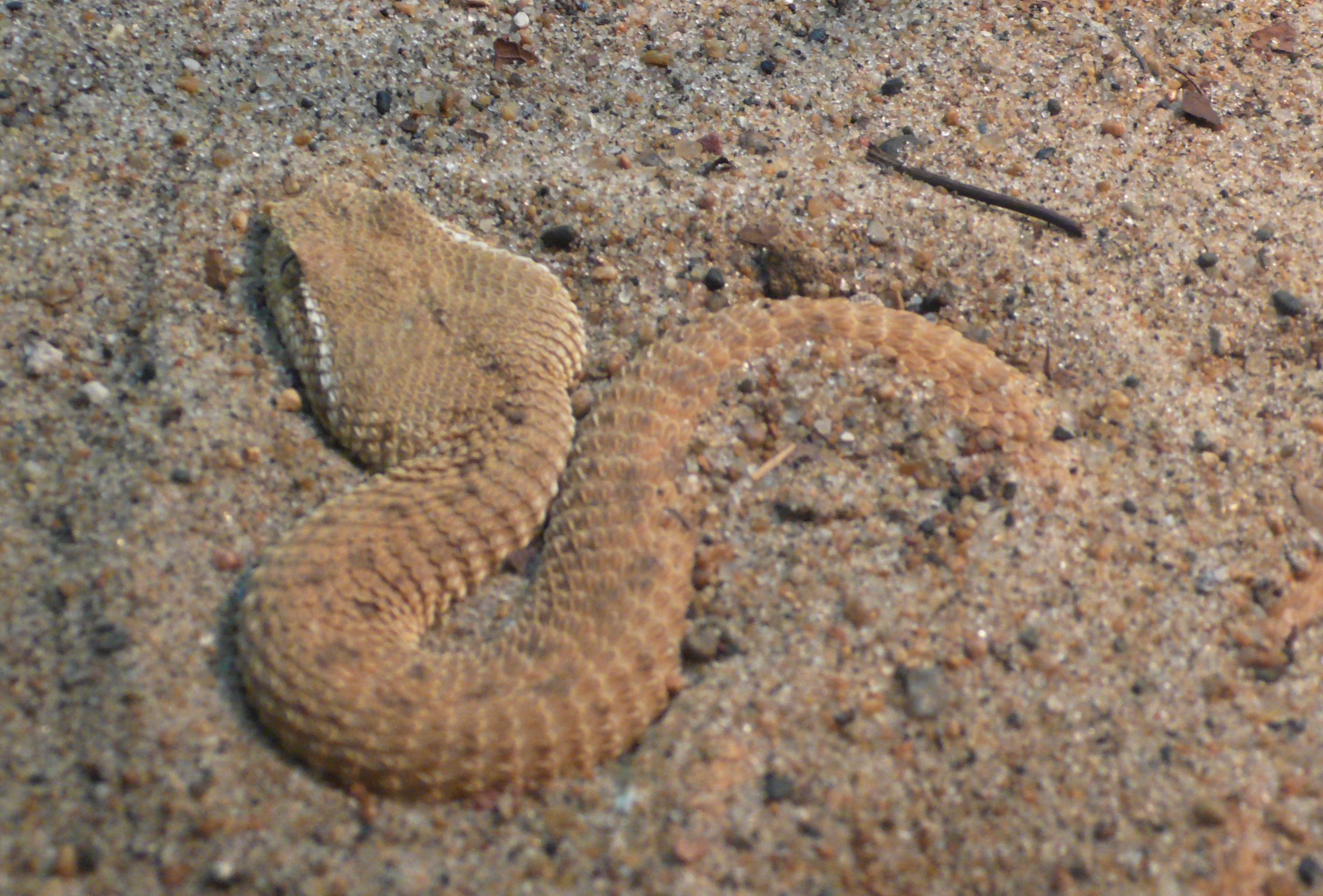
潛藏在沙中的扁鼻蝮

扁鼻蝮另一特色是擅長潛藏於沙土之中。牠們會有規律地搖動及轉動頭部，並緩緩將身軀潛入沙中，只露出頭部前端及雙眼。因此學者認為扁鼻蝮的內彎型深窩雙頰與及較大塊的鼻眶側鱗構造，就是為了方便以沙土掩護頭部與及避免沙粒進入鼻孔，以適應環境為目的而生成的生理結構。

## 攝食及繁殖
扁鼻蝮主要捕食小型蜥蜴、鼠類，有時也會捕食鳥類。捕食時會把鼠類生物活生生叼著，直至其死去或幾近斷氣為止。扁鼻蝮為卵生蛇類，雌蛇約能產下12枚蛇卵。孵育期為6至8週，初生幼蛇體長約有15厘米。

## 毒性
關於扁鼻蝮毒性的相關記載頗為缺乏，但美國海軍文獻則指扁鼻蝮是具有潛有危險的毒蛇，因為牠們所分泌的毒素與著名毒蛇山蝰的毒素性質相當接近。

## 備註
1. 1 2 3 4  McDiarmid RW, Campbell JA, Touré T. 1999. Snake Species of the World: A Taxonomic and Geographic Reference, vol. 1. Herpetologists' League. 511 pp. ISBN 1-893777-00-6 (series). ISBN 1-893777-01-4 (volume).
2. ↑  Beolens B, Watkins M, Grayson M. 2011. The Eponym Dictionary of Reptiles. Baltimore: Johns Hopkins University Press. xiii + 2967 pp. ISBN 978-1-4214-0135-5. ("McMahon", p. 173).
3. ↑  . ITIS. 2006  [1 September, 2006].
4. 1 2 3 4 5 6 7 8 9  Mallow D, Ludwig D, Nilson G. 2003. True Vipers: Natural History and Toxinology of Old World Vipers. Krieger Publishing Company, Malabar, Florida. 359 pp. ISBN 0-89464-877-2.
5. ↑  Mehrtens JM. 1987. Living Snakes of the World in Color. New York: Sterling Publishers. 480 pp. ISBN 0-8069-6460-X.
6. ↑  U.S. Navy. 1991. Poisonous Snakes of the World. US Govt. New York: Dover Publications Inc. 203 pp. ISBN 0-486-26629-X.

## 外部連結
- （英文）TIGR爬蟲類資料庫：扁鼻蝮